# Krúdy Jenő
Krúdy Jenő Ödön, teljes nevén: Krudy Jenő János Sándor, névváltozatok: Eugen von Krudy; Eugene de Krudy (Buda, 1860. június 18. – Budapest, 1942. október 22.) magyar orvos, amatőrcsillagász, a luzerni „Flammarion” Népcsillagvizsgáló alapítója. Krúdy Gyula (1878–1933) unokatestvére.

## Életpályája
Krudy Mária Katalin fiaként született. Anyai nagyszülei Krudy János és Virágh Terézia. A budai alsóvízivárosi római katolikus plébánián keresztelték 1860. június 19-én. Gyermekkorában Nyíregyházán id. Krúdy Gyula – a nagy író apai nagyapja – nevelte. 1875-ben Svájcba költözött édesanyjához. Itt kapott orvosi diplomát, majd a holland gyarmati hadsereg katonaorvosaként egy évtizedet töltött a hátsó-indiai gyarmatokon. Leszerelése után előbb Szingapúrban, majd Bombayban élt. Angol barátainak segítségével tagja lett a londoni Royal Astronomical Society (Királyi Csillagászati Egyesület) társaságnak. Az 1910-es években Luzernben telepedett le, ahol egy szemklinikát vezetett. Amikor 1921-ben megtudta, hogy az egyetlen magyar állami csillagvizsgálót, az ógyallai Konkoly-alapítványú Obszervatóriumot Csehszlovákiához csatolták, hazatért, és felajánlotta az államkincstárnak saját csillagdájának felszerelését. 1922-ben a magyar államkincstárnak ajándékozta a teljes berendezést.

### Munkássága
Sokat foglalkozott a csillagászati műszerekkel, elsősorban a távcsövek érdekelték. A homorú tükrű teleszkópok alkalmazását szorgalmazta. A Királyi Csillagászati Egyesület előtt tartott előadásában kifejtette, hogy: A tükrös távcső az egyetlen műszer, amelyen az egész jövendő csillagászat nyugszik. Különösen sokat fáradozott azon, hogy a homorú tükrök csiszolásának és fényezésének, valamint optikai ellenőrzésének egyszerű, gépek nélküli amatőrök által kivitelezhető módszereit kidolgozza. Az amatőr távcsőtükör készítéséről jelent meg német nyelvű műve 1919-ben, amelynek alapján világszerte ezerszámra készítettek jó minőségű reflektorokat. A nagy sikerű könyvet, a német A. Brunn kiegészítéseivel 1930-ban újból kiadták. Az amatőrcsillagászok, de a kisebb optikai műhelyek távcsőtükör-készítő tevékenysége ma is az általa kikísérletezett módszereken alapul. Megalapította a Flammarion Csillagászati Egyesületet, és a nagyközönség érdeklődését szolgáló Flammarion Csillagvizsgálót.
Temetése a Farkasréti temetőben történt.

## Művei
- Einführung in der praktische Astronomie und Astrophysik (Lipcse, 1913)
- Das moderne Spiegelteleskop in der Astronomie (Lipcse, 1919) (új kiadás; Lipcse, 1930)